# Mario Monti

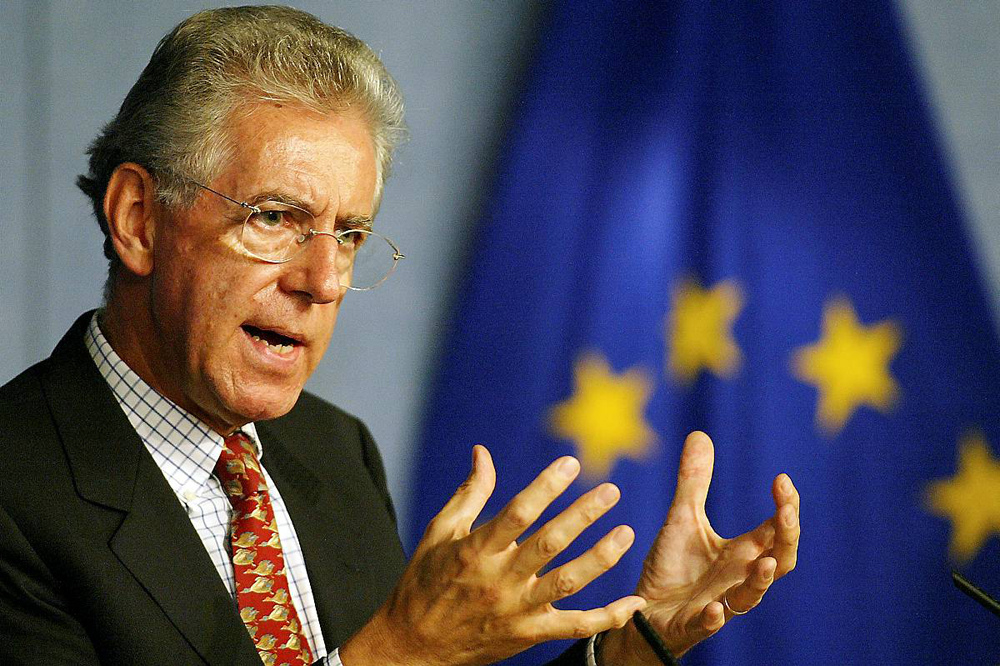
Mario Monti var EU-kommissionär från 1994 till 2004.

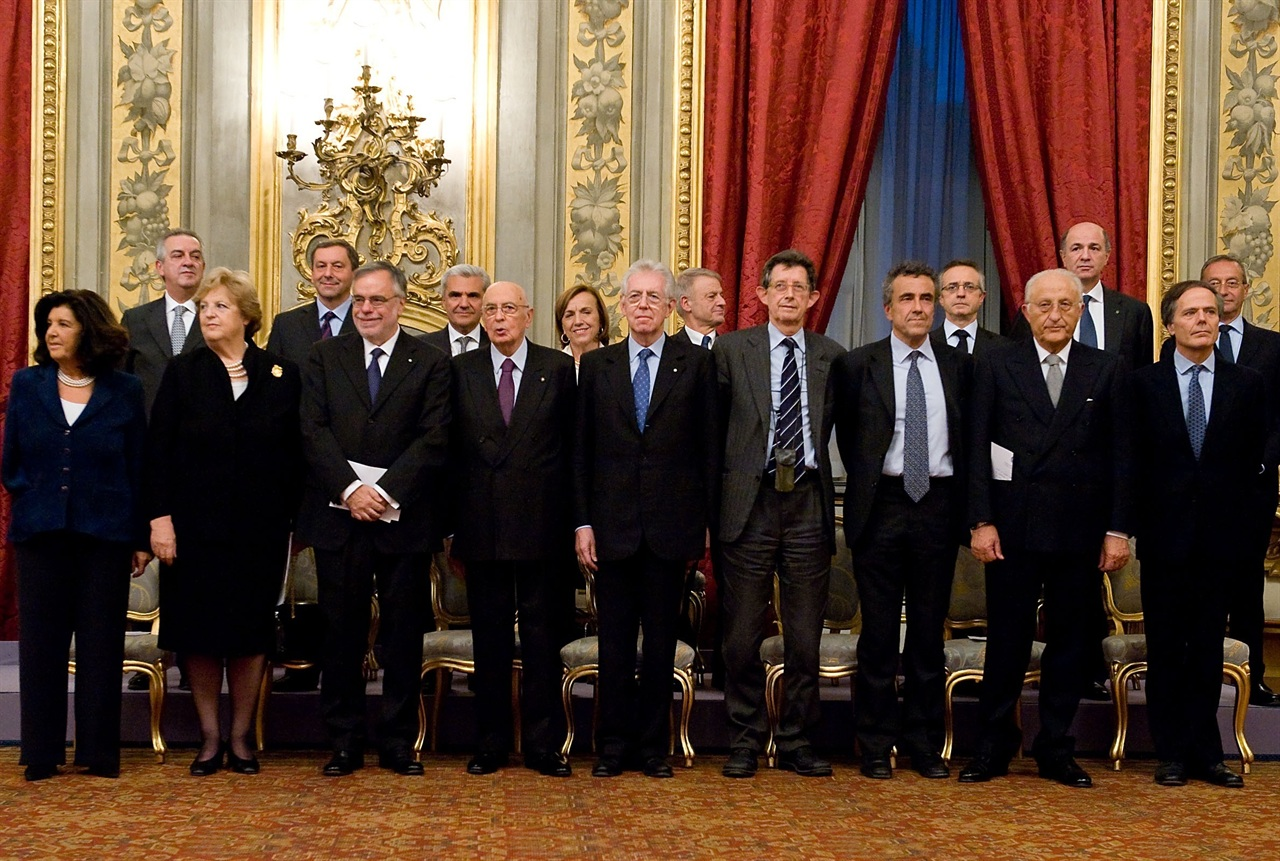
Regeringen Monti tillsammans med president Giorgio Napolitano.

Mario Monti, född 19 mars 1943 i Varese i Lombardiet, är en italiensk ekonom, politiker och före detta EU-kommissionär. Han var Italiens premiärminister från den 16 november 2011 till den 24 april 2013. Han var också Italiens finansminister från den 16 november 2011 till den 11 juli 2012.
Monti ansvarade för inre marknaden, tjänster, skatter och tullar i Santer-kommissionen 1995–1999 och för konkurrensfrågor i Prodi-kommissionen 1999–2004. I den senare kapaciteten förhindrade han fusionen mellan General Electric och Honeywell 2001, vilket var första gången Europeiska kommissionen stoppade en sammanslagning mellan två amerikanska företag. Han initierade även en process mot Microsoft med hänvisning till deras monopolliknande ställning.  
Monti är utbildad ekonom från Bocconiuniversitetet i Milano där han var professor från 1971, rektor 1989–1994 och ordförande från 1994.
Monti blev utsedd till Italiens premiärminister mitt under skuldkrisen i Italien den 16 november 2011, och ledde därefter en regering bestående av enbart teknokrater. Efter att hans andra budget blivit godkänd i deputeradekammaren den 21 december 2012 meddelade Monti sin avgång. Han fortsatte i tjänst fram till den 28 april 2013 då Enrico Letta tillträdde.

## Uppväxt och utbildning
Monti föddes i Varese den 19 mars 1943. Hans mor var från Piacenza. Även om hans far växte upp i Varese, var han född i Lujan i provinsen Buenos Aires i Argentina dit familjen Monti hade emigrerat under 1800-talet och byggt upp en läskedrycks- och öl-produktionsverksamhet. Montis far åkte tillbaka till Argentina under andra världskriget, men återvände senare hem till sin familj i Varese.
Monti studerade vid Leo XII privata katolska gymnasium, och gick Bocconi-universitetet i Milano, där han avlade en examen i ekonomi 1965. Senare vann han ett stipendium till Yale University, där han studerade under James Tobin, en mottagare av Sveriges Riksbanks pris i ekonomisk vetenskap till Alfred Nobels minne.

## Premiärminister

### Utnämning
Den 9 november 2011 blev Monti utsedd till senator på livstid av Italiens president Giorgio Napolitano. Han sågs som en favorit att ersätta Silvio Berlusconi för att leda en samlingsregering i syfte att genomföra reformer och åtstramningsprogram. Den 12 november 2011, efter att Berlusconi avgått, blev Monti inbjuden av Napolitano för att bilda en ny regering. Monti accepterade erbjudandet, och förde samtal med ledarna för de största italienska politiska partierna samt förklarade att han ville bilda en regering som skulle sitta kvar till nästa schemalagda parlamentsval år 2013. Den 16 november 2011 blev Monti officiellt installerad som premiärminister och presenterade sin regering samma dag, en teknokratisk regering bestående helt av icke-partianslutna tjänstemän. Han valde också att själv hålla posten som Ekonomi- och finansminister. Den 17 och den 18 november 2011 godkände den italienska senaten samt den italienska deputeradekammaren Montis regering samt lovade att hela tiden att stödja regeringen, med endast Lega Nord som röstade emot.

### Åtstramningspaket
Den 4 december 2011 införde Montis regering provisoriska åtstramningar som syftar till att hejda de försämrade ekonomiska villkoren i Italien och återställa marknadens förtroende, speciellt efter att ha stigande italienska statsobligationsräntor börjat hota Italiens finansiella stabilitet.  Åtstramningspaketet efterlyser höjda skatter, pensionsreformer och åtgärder för att bekämpa skatteflykt. Monti tillkännagav också att han inte tänkte ta ut någon egen lön som en del av reformerna. Den 16 december 2011 antog den italienska deputeradekammaren åtgärdningsprogrammen med rösterna 495-88. Sex dagar senare gav den italienska senaten sitt godkännande till paketet med rösterna 257-41.

### Arbetsmarknadsreformer
Den 20 januari 2012 antog Montis regering formellt ett reformpaket som är inriktat på Italiens arbetsmarknad. Reformerna syftar till att öppna vissa yrken (till exempel taxichaufförer, apotekare, läkare, advokater och notarier) till mer konkurrens genom att reformera licenssystemen och avskaffa lägsta avgift för sina tjänster. Artikel 18 i Italiens arbetslagstiftning, vilken kräver företag som sysselsätter 15 eller fler arbetstagare att hyra (snarare än kompensera) en anställd som fått sparken utan anledning, skulle också reformeras. Reformerna till artikel 18 syftar till att göra det lättare för företag att avskeda eller friställa anställda, vilket förhoppningsvis uppmuntrar företag att anställa fler medarbetare på permanenta snarare än kortsiktiga förnyelsebara kontrakt. Förslagen har mötts av starkt motstånd från fackföreningarna och från offentliga protester.  I början av januari 2012 inleddes överläggningar mellan regeringen och fackföreningarna och den 13 februari rapporterades det i de italienska medierna att en kompromiss om förslagen var mycket nära och att regeringen hoppades att reformerna skulle kunna godkännas av det italienska parlamentet i mars.

### Avgång
Efter att hans andra budget blivit godkänd i deputeradekammaren den 21 december 2012 meddelade Monti sin avgång. Han avgick från tjänsten den 24 april 2013.

### Parlamentsvalet 2013
Monti meddelade den 28 december 2012 att han tänkte ställa upp i valet 2013 som ledare för centerkoalitionen Montis Agenda för Italien.

## Tankesmedjor
Monti deltar aktivt i flera stora tankesmedjor. Han är medlem av presidiet för Friends of Europe. Han var en av grundarna för Bruegel, en annan europeisk tankesmedja som bildades 2005 där han även var ordförande mellan 2005 och 2008 och därefter blev han utnämnd till dess hedersordförande. Han är också den Europeiska ordföranden för Trilateral Commission, en tankesmedja som grundades 1973 av David Rockefeller. 
Monti är en ledande medlem av den exklusiva Bilderberggruppen. Han har också varit en internationell rådgivare till Goldman Sachs och The Coca-Cola Company. Han har också varit medlem i Moodys "Senior European Advisory Council" och är en av medlemmarna i "Business and Economics Advisors Group" för Atlantiska rådet.
År 2007 var Mario Monti en av de första anhängare till det första europeiska medborgerliga forumet, Etats Généraux de l'Europe, som inleddes av europeiska tankesmedjan EuropaNova och Europarörelsen. Han var också medlem av den franska regeringens Attali-kommission från 2007 till 2008, utsedd av Nicolas Sarkozy för att ge rekommendationer för att förbättra den ekonomiska tillväxten i Frankrike. 
Monti är en grundande medlem av Spinelligruppen, en organisation lanserad i september 2010 för att underlätta integrationen inom den Europeiska unionen (andra medlemmar i styrgruppen är Jacques Delors, Daniel Cohn-Bendit, Guy Verhofstadt, Andrew Duff och Elmar Brok).

## Privatliv
Monti är gift med Elsa och har tillsammans med henne två barn.
Känd för sin reserverade karaktär har Monti erkänt att han inte är särskilt sällskaplig. Han har sagt att hans ungdom ägnades åt hårda studier, fritidsaktiviteter inkluderat cykling och hålla jämna steg med världens angelägenheter genom att ställa in utländska närliggande radiostationer.

## Utmärkelser
|  | Kommendör av Republiken Italiens förtjänstorden – tilldelat den 27 december 1992      |
|  | Storkors med kedja av Republiken Italiens förtjänstorden – tilldelat 29 november 2004 |